# Jacques-Louis Maupillier
Jacques-Louis Maupillier (Chanteloup, 28 de outubro de 1777 – Boismé, 24 de junho de 1857) foi um combatente na Guerra da Vendeia. Jovem camponês de Deux-Sévrien, alistou-se no exército da Vendeia em 1793. Ele foi ferido 5 vezes, principalmente por um tiro de baioneta nas costas na batalha de Bois-Grolleau perto de Cholet e no braço e na perna esquerdos na batalha de La Châtaigneraie no ano de 1794. Foi imortalizado pela Marquesa Marie-Louise de La Rochejaquelein que o desenhou com “as armas na mão porque ele nunca as deixou".
Reformou-se em Boismé, como jornaleiro que morava num lugar chamado Les Touches e morreu em extrema pobreza e sem condições de sustentar a si e à sua família, devido aos ferimentos.
Este personagem inspirou Philippe de Villiers em 1977 a criar o espetáculo La Cinéscénie do Puy du Fou em que o herói se chama Jacques Maupillier.

## Genealogia
Os descendentes da família Maupillier reuniram-se numa associação ao abrigo da lei de 1901. Esta associação é chamada de “Nos Trois Branches” (Nossos Três Ramos).

## Ligações Externas
- (em francês) Nos Trois Branches, uma associação genealógica.